# Бенич, Мийо
Мийо Маркович Бенич (сербохорв. Мијо Марка Бенић / Mijo Marka Benić; 15 июля 1916, Мрежнички-Новаци — 6 апреля 1942, Мишленовичи) — югославский хорватский колёсный мастер и партизан Народно-освободительной войны, Народный герой Югославии.

## Биография
Родился 15 июля 1916 в селе Мрежнички-Новаци близ Дуга-Ресы. До войны работал колёсным мастером, сотрудничал с деятелями коммунистической партии из Дуга-Ресы и Карловаца. В партизанское движение вступил 10 декабря 1941: изначально нёс службу в партизанском отряде «Дубрава», а затем в 1-й роте 1-го батальона 2-го Кордунского отряда.
Боевое крещение Мийо принял в битве за Дони-Дубраву, атаковав вражеские казармы и захватив в плен 14 усташей. Во время осады Велюна он перекрыл поставки воды гарнизону противника и тем самым облегчил задачу своим соратникам. Мийо возглавил 1-ю пролетарскую роту во время формирования одной из пролетарских бригад, первый бой в роли командира принял близ Шичей.
6 апреля 1942 года близ Плашек Бенич направлялся к Главному штабу Народно-освободительных партизанских отрядов Югославии с группой бойцов и столкнулся с итальянскими солдатами. На мосту близ холма Латасова произошла битва. Мийо получил смертельное огнестрельное ранение, однако его отряд сумел захватить около сорока итальянцев в плен, семь тяжёлых пулемётов, двадцать восемь винтовок и другое военное снаряжение.
Звание Народного героя Мийо Бенич посмертно получил 24 июля 1953 по указу Иосипа Броза Тито.